# Coupe du Nicaragua de football
La Coupe du Nicaragua de football est une compétition de football opposant la plupart des clubs du Nicaragua.

## Histoire
La première édition s'est jouée en 1983 et a vu s'imposer le  Deportivo Masaya. Cependant, la coupe n'a pas été jouée annuellement comme prévu et aucune édition n'a eu lieu durant les périodes 1984-1991 et 1997-2005, dernière édition en date. 
L'organisation de la coupe n'a jamais été régulière que ce soit pour des raisons administratives,  financières ou pour des problèmes de logistique lors de la réalisation du calendrier des saisons.
Un nouveau format de coupe nationale a été créé en 2019 : la Copa Primera

## Palmarès
La coupe ne comporte que 7 éditions .
- 1983 : Deportivo Masaya
- 1984 : FC San Marcos

- 1991 : Real Estelí

- 1995 : FC San Marcos
- 1996 : Diriangén FC       bat  Real Estelí
- 1997 : Diriangén FC       5-0 Deportivo Walter Ferretti

- 2005 : Deportivo Masatepe        2-0 América Managua

| Club               | Titres | Editions   |
| ------------------ | ------ | ---------- |
| San Marcos         | 2      | 1984, 1995 |
| Diriangén          | 2      | 1996, 1997 |
| Deportivo Masaya   | 1      | 1983       |
| Real Estelí        | 1      | 1991       |
| Deportivo Masatepe | 1      | 2005       |